# Mapei (musiker)
Jacqueline Mapei Cummings, känd under artistnamnet Mapei, född 20 december 1983 i Rhode Island, är en amerikansk-svensk rappare och sångerska. Utöver sin karriär som soloartist har hon även varit en del av musikgruppen MOR.

## Biografi
År 2007 fick Mapei ett internationellt genombrott med singeln "Video Vixens". Låten hade dock släppts gratis på internet redan 2006.
Under hösten 2013 gjorde hon comeback med singeln "Don't Wait" som våren 2014 följdes av "Change". Under våren 2018 var hon med och sjöng på Petters singel "En grej i taget". År 2018 gästade hon även Silk City på låten "Feel About You". 
Sedan debuten har Mapei släppt två album i eget namn, ett album tillsammans med Timbuktu och ett tillsammans med gruppen MOR.
Mapei medverkade i den fjortonde säsongen av TV4-programmet Så mycket bättre 2023.

## Diskografi

### Studioalbum
- 2014 – Hey Hey
- 2019 – Sensory Overload
- 2021 – Lullabies (med Timbuktu)
- 2022 – Babydolls (med bandet MOR)

### EP
- 2009 – Cocoa Butter Diaries

### Singlar
- 2007 – "Video Vixens"
- 2013 – "Don't Wait"
- 2014 – "Change"